# Bătălia de la Lissa

Situaţia iniţială a forţelor combatante înainte de începerea bătăliei navale

Bătălia de la Lissa a fost o confruntare militară desfășurată în anul 1866 între flota austriacă și cea italiană în jurul insulei Vis (în italiană Lissa) din Marea Adriatică. 
În ciuda inferiorității numerice și logistice, flota austriacă, aflată sub comanda amiralului Wilhelm von Tegetthoff, a învins-o pe cea italiană aflată sub comanda amiralului Carlo Persano. Una din cauzele înfrângerii italienilor a fost și rivalitatea internă dintre comandanții flotei italiene, de exemplu navele viceamiralului Giovan Battista Albini nu au atacat inamicul în timpul bătăliei. De menționat faptul că victoria Austriei s-a datorat în bună măsură marinarilor croați, care au alcătuit mai mult de jumătate din efectivele de marinari pe navele austriece. A rămas legendară figura lui Marco Florio (italian din Dalmația), căpitanul al fregatei austriece Arhiducele Friedrich (în germană Erzherzog Friedrich). 
În același timp este de remarcat că fortăreața propriu-zisă Lissa s-a aflat sub comanda colonelului transilvănean David Urs de Margina, care a dovedit în timpul luptei abilități tactice deosebite, precum și o mare tărie de caracter, ceea ce a făcut ca publicațiile timpului să-l numească „eroul de la Lissa”.
Veteranii români transilvăneni au primit loturi de pământ în perimetrul de astăzi al comunei Lisa (județul Brașov). În tot cazul, satul Lisa din Țara Făgărașului este mult mai vechi. Cel puțin, în anul 1733, (deci cu 133 de ani înainte de Bătălia de la Lissa), când a avut loc conscripțiunea (recensământul) organizat(ă) de episcopul Ioan Inocențiu Micu Klein al Blajului, localitatea exista (cu același nume Lisa) și avea 220 de familii, cu alte cuvinte circa 1100 de suflete.

## Raportul de forțe înaintea bătăliei
| Flota   | Cuirasate | Tunuri pe cuirasate | Nave din lemn | Tunuri pe navele de lemn | Mici nave de lemn | Tunuri pe micile nave de lemn | Total vase | Total tunuri | Marinari |
| ------- | --------- | ------------------- | ------------- | ------------------------ | ----------------- | ----------------------------- | ---------- | ------------ | -------- |
| Austria | 7         | 176                 | 7             | 304                      | 12                | 52                            | 26         | 532          | 7.871    |
| Italia  | 12        | 243                 | 11            | 382                      | 5                 | 16                            | 28         | 641          | 10.886   |

## Pierderi în bătălie
| Flota   | Nave scufundate | Nave grav avariate | Pierderi de vieți omenești |
| ------- | --------------- | ------------------ | -------------------------- |
| Italia  | 2 Cuirasate     | 1 Cuirasat         | 643 Marinari               |
| Austria | 0               | 1 Navă de linie    | 38 Marinari                |